# Informacijska nauka
Informacijska nauka je međudisciplinarna oblast koja se prevashodno bavi analiziranjem, kolekcijom, klasifikacijom, manipulacijom, spremanjem, skupljanjem, postavljanjem, širenjem te zaštitom informacija Praktičari unutar oblasti studiraju primenu i korištenje znanja u organizacijama zajedno sa interakcijom između ljudi, organizacija i bilo kojih postojećih informativnih sistema sa ciljem kreiranja izmene, poboljšanja ili shvatanja informacijskih sistema. Informacijska nauka se često (pogrešno) smatra granom bibliotekarstva; ipak, ovo prethodi računarstvu i zapravo je velika, međudisciplinarna nauka, koja obuhvata ne samo aspekte računarstva (računarske nauke), nego i često raznolike oblasti kao što su arhivistika, kognitivna nauka, trgovina, komunikacija, pravo, bibliotekarstvo, muzeologija, menadžment, matematika, filozofija, javna politika, te društvene nauke.
Informacijska nauka se treba razlikovati od termina informacijska teorija i bibliotekarstvo. Informacijska teorija jeste studija o osebujnim matematičkim konceptima informacija. Informacijska nauka kao akademska disciplina često se podučava u kombinaciji sa naukom o bibliotekarstvu i računarstvom. Nauka o bibliotekarstvu je kao takva oblast povezana sa širenjem informacija kroz biblioteke koristeći principe informatike. 

## Temelji

### Obim i pristup
Informacijska nauka prvo dodiruje sistemske probleme umesto pojedinih delova tehnologija unutar sistema. U ovom smislu, moguće je videti informacijsku nauku kao odaziv na tehnološki determinizam, verovanje da se tehnologija „razvija po svojim vlastitim zakonima, da realizuje svoj vlastiti potencijal, ograničen samo materijalnim resursima dostupnim i kreativnošću njenih razvojnih programera. Mora se stoga smatrati kao autonoman sistem koji nadgleda i naposletku prožima sve ostale podsisteme društva”.
Unutar informacijske nauke, trenutni problemi od 2013. uključuju:
- interakciju između čoveka i računara
- kolaborativni softver
- semantički veb
- dizajn osetljiv na vrednost
- procesi interaktivnog dizajna
- način na koji ljudi generišu, koriste i nalaze informacije

### Definicije informacione nauke
Prva poznat upotreba termina „informaciona nauka” potiče iz 1955. godine. Rana definicija informatike (idući unazad do 1968. godine, kada je Američki dokumentacijski institut izmenio svoje ime u Američko društvo za informacijske nauke i tehnologiju) tvrdi:
„Informacijska nauka je takva disciplina koja istražuje svojstva i ponašanja informacija, sile koje upravljaju tok informacija, i načine procesovanja informacija za optimalnu pristupnost i koristivost. Ona se bavi sa tim telom znanja vezanim za ishodište, skupljanje, organizaciju, spremanje, preuzimanje, interpretaciju, prenos, transformaciju, i korištenje informacija. Ovo uključuje istraživanje informacijskih reprezentacija u prirodnim i veštačkim sistemima, korištenje kodova za efikasno prebacivanje poruke, te studiranje informacijskih procesnih uređaja i tehnika kao što su računari i njihovi programski sistemi. To je međudisciplinarna nauka izvedena iz i povezana sa takvim poljima kao što su matematika, logika, lingvistika, psihologija, računarska tehnologija, operacijsko istraživanje, grafička umetnost, komunikacije, bibliotekarstvo, upravljanje, i ostala slična polja. Ona ima istovremeno čistu naučnu komponentu, koja istražuje temu bez obzira na njene primene, i komponentu primenjene nauke, koja razvija usluge i proizvode.” (Borko, 1968, pp. 3).
Neki autori koriste informatiku kao sinonim za informacinu nauku. To je posebno slučaj u kontekstu koncepata koje su razvili A. I. Mikhajlov i drugi sovjetski autori tokom sredine 1960-tih. Mikhajlova škola smatra informatiku disciplinom koja je srodna sa izučavanjem naučnih informacija.
Teškoje je precizno definisati informatiku zbog brzo evoluirajuće i interdisciplinarne prirode ovog polja. Definicije koje se oslanjaju na prirodu alata koji se koriste za izvođenje smislenih informacija iz podataka se pojavljuju u informatičkim akademskim programima.

## Literatura
- Buckland, Michael (2011). What kind of science can information science be? Journal of the American Society for Information Science and Technology, published as early view October 2011.
- Ellis, D.; Allen, D.; Wilson, T. (јануар 1999). „Information science and information systems: Conjunct subjects disjunct disciplines”. Journal of the American Society for Information Science. 50 (12): 1095—1107. doi:10.1002/(SICI)1097-4571(1999)50:12<1095::AID-ASI9>3.0.CO;2-Z.
- Vickery; B. C. (1973). Information Systems. London: Butterworth.
- Khosrow-Pour, Mehdi (22. 03. 2005). Encyclopedia of Information Science and Technology. Idea Group Reference. ISBN 978-1-59140-553-5.
- Luciano Floridi, "What is the Philosophy of Information?" Metaphilosophy, 33.1/2: 123-145. Reprinted in T.W. Bynum and J.H. Moor (eds.), 2003. CyberPhilosophy: The Intersection of Philosophy and Computing. Oxford – New York: Blackwell.
- -------- (ed.), 2004. The Blackwell Guide to the Philosophy of Computing and Information. Oxford - New York: Blackwell.
- Greco, G.M., Paronitti G., Turilli M., and Floridi L., 2005. How to Do Philosophy Informationally. Lecture Notes on Artificial Intelligence 3782, pp. 623–634.
- Albert Borgmann, Holding onto Reality: The Nature of Information at the Turn of the Millennium (Chicago University Press, 1999)
- Mark Poster, The Mode of Information (Chicago Press, 1990)
- Luciano Floridi, "The Informational Nature of Reality", Fourth International European Conference on Computing and Philosophy 2006 (Dragvoll Campus, NTNU Norwegian University for Science and Technology, Trondheim, Norway, 22–24 June 2006).
- Adriaans, Pieter (јесен  2013). „Information”.  Ур.: Zalta, Edward N. Stanford Encyclopedia of Philosophy.
- Floridi, Luciano (пролеће 2015). „Semantic Conceptions of Information”.  Ур.: Zalta, Edward N. Stanford Encyclopedia of Philosophy.
- Oberle, D.; Guarino, N.; Staab, S. (2009). „What is an ontology?” (PDF). Staab & Studer 2009. стр. 1—17. ISBN 978-3-540-70999-2. doi:10.1007/978-3-540-92673-3_0.
- Fensel, D.; van Harmelen, F.; Horrocks, I.; McGuinness, D.L.; Patel-Schneider, P.F. (2001). „OIL: an ontology infrastructure for the Semantic Web”. IEEE Intelligent Systems. 16 (2): 38—45. doi:10.1109/5254.920598.
- Gangemi, A.; Presutti, V. „Ontology Design Patterns” (PDF). Staab & Studer 2009.[мртва веза]
- Golemati, M.; Katifori, A.; Vassilakis, C.; Lepouras, G.; Halatsis, C. (2007). „Creating an Ontology for the User Profile# Method and Applications” (PDF). Proceedings of the First IEEE International Conference on Research Challenges in Information Science (RCIS), Morocco 2007. CiteSeerX 10.1.1.74.9399 . Архивирано из оригинала (PDF) 2008-12-17. г.
- Mizoguchi, R. (2004). „Tutorial on ontological engineering: Part 3: Advanced course of ontological engineering” (PDF). New Gener Comput. 22: 193—220. S2CID 23747079. doi:10.1007/BF03040960. Архивирано из оригинала (PDF) 2013-03-09. г. Приступљено 2009-06-08.
- Gruber, T. R. (1993). „A translation approach to portable ontology specifications” (PDF). Knowledge Acquisition. 5 (2): 199—220. CiteSeerX 10.1.1.101.7493 . S2CID 15709015. doi:10.1006/knac.1993.1008.
- Maedche, A.; Staab, S. (2001). „Ontology learning for the Semantic Web”. IEEE Intelligent Systems. 16 (2): 72—79. S2CID 1411149. doi:10.1109/5254.920602.
- Noy, Natalya F.; McGuinness, Deborah L. (март 2001). „Ontology Development 101: A Guide to Creating Your First Ontology”. Stanford Knowledge Systems Laboratory Technical Report KSL-01-05, Stanford Medical Informatics Technical Report SMI-2001-0880. Архивирано из оригинала 2010-07-14. г.
- Chaminda Abeysiriwardana, Prabath; Kodituwakku, Saluka R (2012). „Ontology Based Information Extraction for Disease Intelligence”. International Journal of Research in Computer Science. 2 (6): 7—19. Bibcode:2012arXiv1211.3497C. S2CID 11297019. arXiv:1211.3497 . doi:10.7815/ijorcs.26.2012.051.
- Razmerita, L.; Angehrn, A.; Maedche, A. (2003). „Ontology-Based User Modeling for Knowledge Management Systems”. User Modeling 2003. Lecture Notes in Computer Science. 2702. Springer. стр. 213—7. CiteSeerX 10.1.1.102.4591 . ISBN 3-540-44963-9. doi:10.1007/3-540-44963-9_29.
- Soylu, A.; De Causmaecker, Patrick (2009). „Merging model driven and ontology driven system development approaches pervasive computing perspective”. Proceedings of the 24th International Symposium on Computer and Information Sciences. стр. 730—5. ISBN 978-1-4244-5021-3. S2CID 2267593. doi:10.1109/ISCIS.2009.5291915.
- Smith, B. (2008). „Ontology (Science)”.  Ур.: Eschenbach, C.; Gruninger, M. Formal Ontology in Information Systems, Proceedings of FOIS 2008. ISO Press. стр. 21—35. CiteSeerX 10.1.1.681.2599 .
- Staab, S.; Studer, R., ур. (2009). Handbook on Ontologies (2nd изд.). Springer. ISBN 978-3-540-92673-3. doi:10.1007/978-3-540-92673-3_0.
- Uschold, Mike; Gruninger, M. (1996). „Ontologies: Principles, Methods and Applications”. Knowledge Engineering Review. 11 (2): 93—136. CiteSeerX 10.1.1.111.5903 . S2CID 2618234. doi:10.1017/S0269888900007797.
- Pidcock, W. „What are the differences between a vocabulary, a taxonomy, a thesaurus, an ontology, and a meta-model?”. Архивирано из оригинала 2009-10-14. г.
- Yudelson, M.; Gavrilova, T.; Brusilovsky, P. (2005). „Towards User Modeling Meta-ontology”. User Modeling 2005. Lecture Notes in Computer Science. 3538. Springer. стр. 448—452. CiteSeerX 10.1.1.86.7079 . ISBN 978-3-540-31878-1. doi:10.1007/11527886_62.
- Movshovitz-Attias, Dana; Cohen, William W. (2012). „Bootstrapping Biomedical Ontologies for Scientific Text using NELL” (PDF). Proceedings of the 2012 Workshop on Biomedical Natural Language Processing. Association for Computational Linguistics. стр. 11—19. CiteSeerX 10.1.1.376.2874 .

## Spoljašnje veze
- Knowledge Map of Information Science
- Journal of Information Science
- Digital Library of Information Science and Technology open access archive for the Information Sciences
- Current Information Science Research at U.S. Geological Survey
- Introduction to Information Science Архивирано на веб-сајту  (13. мај 2021)
- The Nitecki Trilogy
- Information science at the University of California at Berkeley in the 1960s: a memoir of student days
- Chronology of Information Science and Technology Архивирано на веб-сајту  (14. мај 2011)
- LIBRES - Library and Information Science Research Electronic Journal - Curtin University of Technology, Perth, Western Australia